# Marion (Arkansas)
Marion város az USA Arkansas államában, Crittenden megyében, melynek megyeszékhelye is. Lakosainak száma 13 752 fő (2020. április 1.).

## Népesség
A település népességének változása:
| Lakosok száma | 199  | 12 345 | 13 752 |
|               | 1880 | 2010   | 2020   |